# Печетто-ді-Валенца
Печетто-ді-Валенца (італ. Pecetto di Valenza, п'єм. Apsèj) — муніципалітет в Італії, у регіоні П'ємонт,  провінція Алессандрія.
Печетто-ді-Валенца розташоване на відстані близько 470 км на північний захід від Рима, 80 км на схід від Турина, 10 км на північний схід від Алессандрії.
Населення — 1266 осіб (2014).
Щорічний фестиваль відбувається 8 вересня. 

## Демографія
Населення за роками:

Станом на 1 січня 2023 року в муніципалітеті офіційно проживав 21 іноземець з 12 країн, серед них 7 громадян країн Євросоюзу та 1 громадянин України.

## Уродженці
- Клементе Морандо (*1899 — †1972) — італійський футболіст, воротар, згодом — футбольний тренер.

## Сусідні муніципалітети
- Алессандрія
- Бассіньяна
- Монтекастелло
- П'єтра-Марацці
- Валенца